# Mláčik
Mláčik je národní přírodní rezervace v oblasti Poľana.
Nachází se v katastrálním území obcí Železná Breznica a Sliač v okrese Zvolen v Banskobystrickém kraji. Území bylo vyhlášeno či novelizováno v roce 1982 na rozloze 147,2000 ha. Ochranné pásmo nebylo stanoveno.